# Ana Lía Piñeyrúa
Ana Lía Piñeyrúa   (Montevideo, 23 de novembre de 1954) és una advocada i política uruguaiana que va ocupar la titularitat del Ministeri de Treball i Seguretat Social de l'Uruguai entre 1995 i 1999.

## Biografia
Ana Lía Piñeyrúa va néixer el 23 de novembre de 1954 a la ciutat de Montevideo, sent la primera de les filles del matrimoni de Bernardo Rafael Piñeyrúa (contraalmirall de l'Armada Nacional) i Lía Olmos (mestressa de la llar), tots dos provinents de la ciutat de Melo. El 1960 naixeria la seva primera i única germana, Beatriz.
El 1981 va contreure matrimoni amb Julio Barozzi, pare dels seus dos únics fills, Santiago (nascut el 1983) i Lucía (nascuda el 1986), que va ser elegida en les eleccions internes del 2009 Convencional Departamental del Partit Nacional. Posteriorment, Piñeyrúa dissol el seu vincle matrimonial i es divorcia.
El 27 de desembre de 2008 es casa en segones núpcies amb Daniel Martínez, un sociòleg de nacionalitat espanyola.

## Àmbit polític
Graduada com advocada a la Universitat de la República, des de molt jove milita al Partit Nacional. Va tenir una actuació destacada en el moviment polític que va desembocar en el final de la dictadura militar. Va ser elegida Convencional en les eleccions internes del 1982 per l'agrupació ACF.
Es postula a la diputació el 1984 amb la llista 2000, sense resultar elegida. En les eleccions de 1989 resulta elegida diputada a la llista del Moviment Nacional de Rocha, ocupant un escó entre 1990 i 1995. Torna a postular amb llista pròpia el 1994, sense resultar reelegida.
Entre 1987 i 1989 va integrar la Comissió Nacional Pro Referèndum, constituïda per revocar la «Llei de Caducitat de la Pretensió Punitiva de l'Estat», promulgada al desembre de 1986 per impedir l'enjudiciament dels crims comesos durant la dictadura militar de l'Uruguai (1973-1985).
Durant la segona presidència de Dr. Julio María Sanguinetti, en el marc del govern de coalició, va ser nomenada ministra de Treball i Seguretat Social, càrrec que va exercir entre els anys 1995 i 1999. Durant el seu període al capdavant de la cartera es va realitzar una important reforma de la seguretat social.
El 1999 va donar suport a la precandidatura d'Alberto Volonté, i després es va postular a la diputació sense èxit.
Entre el 2000 i el 2008 va ser directora de l'Organització Internacional del Treball (OIT) a l'Argentina i Bolívia.
Es va adherir al moviment Concòrdia Nacional, que integra Unitat Nacional en suport a la candidatura de Luis Alberto Lacalle en les eleccions internes de 2009. En els comicis d'octubre, Piñeyrúa va ser elegida diputada, i a més va ser la primera suplent de Lacalle al Senat.
Va ser candidata a la Intendència de Montevideo per les eleccions municipals de l'Uruguai de 2010, obtenint junt amb Javier de Haedo, l'altre candidat, el segon lloc en els comicis d'aquest any (lloc que el Partit Nacional no obtenia des de la creació del Front Ampli).
Va ser precandidata blanca per a les eleccions de 2014 en l'àmbit de sector Unitat Nacional. La seva candidatura va ser llançada el 21 de juny de 2012. Però finalment va declinar postular-se. Posteriorment va decidir desvincular-se d'Unitat Nacional i donar el seu suport a Jorge Larrañaga per a les eleccions de 2014.
Realitza un acord amb el sector de Jorge Gandini, i ella i el diputat Pablo Abdala es presenten junts a l'elecció interna sota la llista 250, competint a Montevideo amb la llista de Verónica Alonso i Pablo Iturralde. Finalment l'agrupació no surt guanyadora de l'elecció interna, a més de la derrota de Larrañaga davant Lacalle Pou. Per a l'elecció d'octubre, és la tercer suplent al senat de Jorge Larrañaga.
Des del 2017, Piñeyrúa integra la Cort Electoral.